# Cusuma vilis
Cusuma vilis là một loài bướm đêm trong họ Geometridae.